# Polythéisme
Le polythéisme est une croyance religieuse, ou philosophique, selon laquelle il existe plusieurs divinités, comme Osiris (dieu de la mort et de la réincarnation) ou encore Anubis (Dieu des funérailles et de la nécropole ), dieux du panthéon de l'Égypte antique.

## Origine du terme

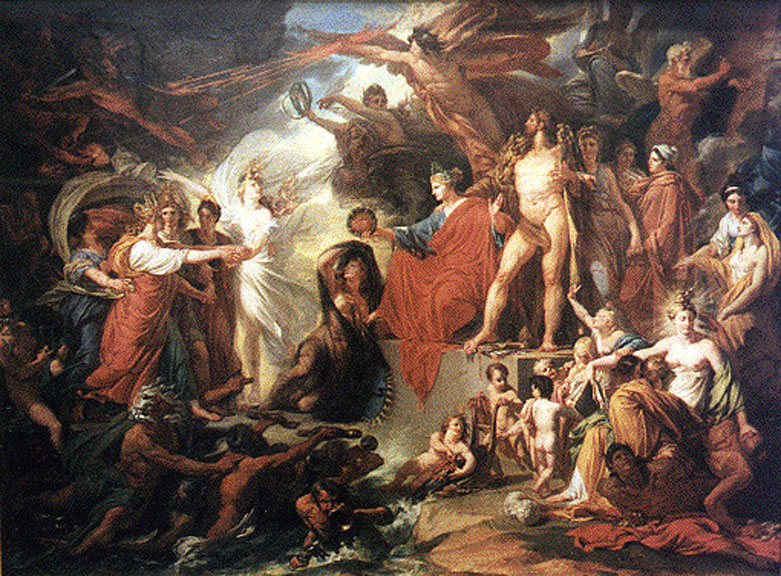
Dieux du Panthéon grec.

Le terme vient du grec πολύς (poly), « beaucoup » et θεός (theos), « dieu » signifiant « plusieurs dieux ». Il a été inventé par l’auteur juif Philon d'Alexandrie (-12 ~ 54) pour argumenter avec les Grecs. Lors de l’expansion du christianisme autour du bassin méditerranéen et en Europe, les non-chrétiens furent appelés païens (gens du pays), ou, de façon péjorative, « idolâtres » (adorateurs de « faux » dieux). L’emploi du terme polythéiste est relancé en 1580 par Jean Bodin en français, et par Samuel Purchas en anglais en 1614.
Au sens figuré, Max Weber a utilisé l’expression « polythéisme des valeurs », pour décrire ce qui se passe dans les sociétés modernes, où les différentes valeurs sont incommensurables et entrent en conflit, toutes ne pouvant être simultanément honorées.

## Aspects du polythéisme
Ils sont divers car chaque système polythéiste l’est à sa manière, et peut comprendre des sous-systèmes dans lesquels l’interprétation des dieux et de leurs relations diffèrent. Par ailleurs, certaines religions ne sont plus accessibles que par des traces archéologiques difficilement interprétables, des mythes et des textes littéraires (épopée, etc.). Or la place d’un dieu dans un mythe ou dans une œuvre comme l’Odyssée ne reflète pas exactement sa place dans le culte.

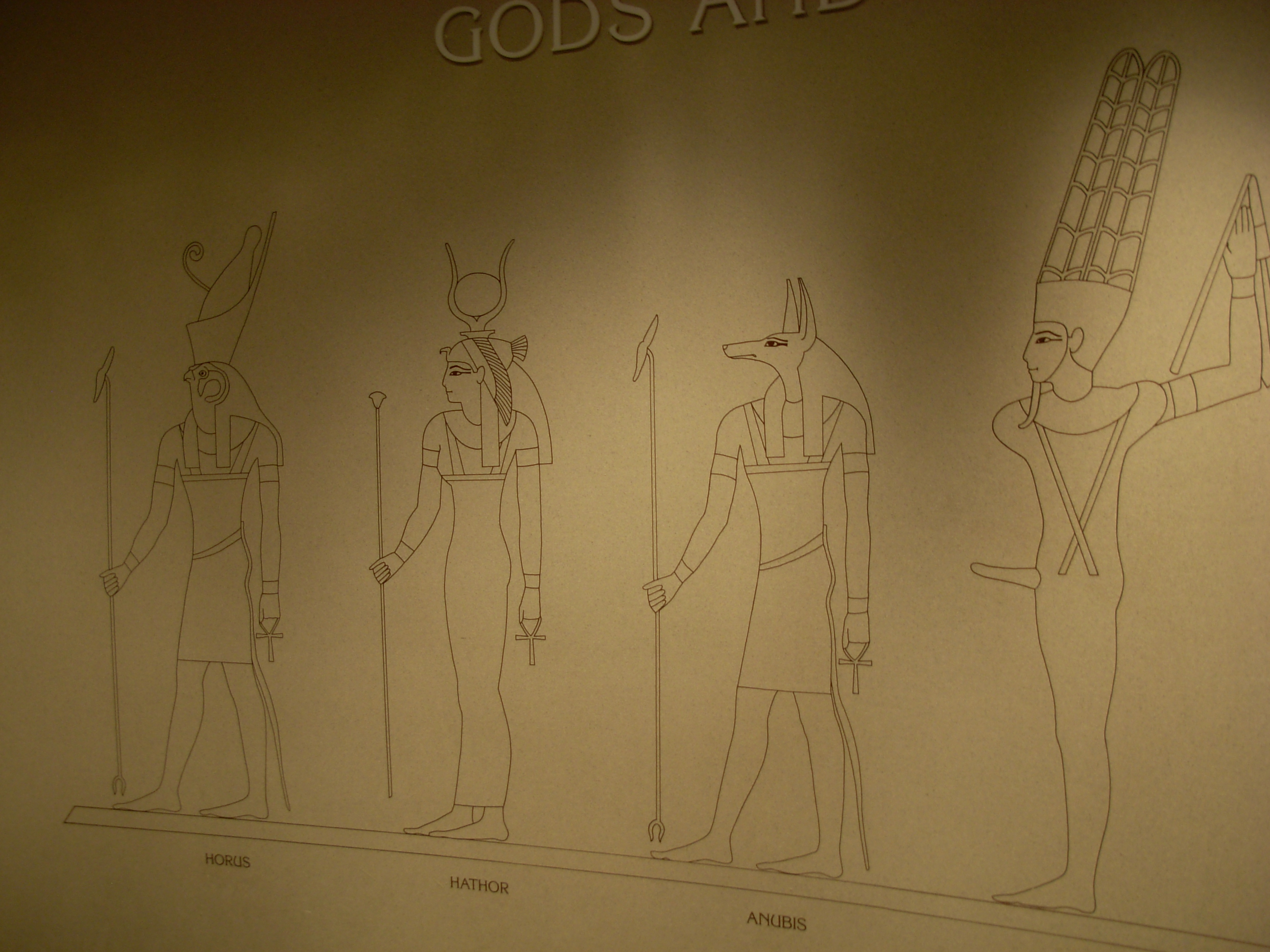
Dieux du Panthéon égyptien.

Dans les systèmes polythéistes, il y a partage des domaines d’influence ou de compétence entre les dieux. Ce partage peut être territorial (dieu dont le pouvoir s’étend sur un territoire limité), ethnique ou professionnel (dieu compétent seulement pour un clan ou un groupe professionnel), ou autre (dieu gouvernant un phénomène naturel, l’outre-tombe, les mariages, etc.). Néanmoins, il y a tendance au cumul de plusieurs fonctions par certains dieux importants ; la divinité cumulatrice peut ne pas être la même pour différents groupes humains appartenant au même ensemble religieux, certains dieux faisant l’objet de préférences locales, par exemple.
On prête en général aux divers dieux des relations de type familial ou social (subordonné/supérieur hiérarchique). L’ensemble des dieux d’une religion est appelé panthéon (du grec pan « tout » et theos « dieux »). Ces panthéons peuvent présenter des variantes ; il n’est pas rare que des groupes ayant les mêmes dieux ne leur prêtent pas exactement les mêmes relations. Ils ne sont pas figés, pouvant accueillir de nouvelles divinités ou admettre une redéfinition des rapports entre dieux.
Souvent il existe une entité supérieure plus rarement invoquée que les dieux populaires, qui peut être la plus haute divinité du panthéon, comme le dieu Nzambi dans la religion africaine des Lundas, ou une entité plus abstraite, comme le Ciel de la religion chinoise.

## Liste de religions polythéistes
Quelques religions polythéistes (au sens large) ; certaines de ces religions ou certaines de leurs interprétations peuvent également être qualifiées de moniste, dualiste ou panthéiste :
- La religion des Romains
- La religion des Grecs
- La religion des Celtes
- La religion des Germains
- La religion des Slaves
- La religion finnoise
- La religion de la Mésopotamie
- La religion des anciens Égyptiens
- La religion berbère
- Le shintoïsme
- L'hindouisme
- La religion des Perses
- La religion chinoise
- Les religions du Pérou précolombien
- Les religions précolombiennes de Mésoamérique
- Les religions pré islamiques des arabes (voir: Histoire de l'Arabie préislamique)

La qualification populaire de « religion polythéiste » de l'Égypte antique n'est pas remise en cause selon les égyptologues actuels, contrairement aux anciens égyptologues qui y voyaient un monothéisme polymorphe (un seul Dieu présenté sous différents aspects en fonction de son interaction avec le monde). En réalité, ce polythéisme est bien réel, même s'il fonctionne selon les logiques d'un hénothéisme (chaque Divinité est Unique, la plus grande dans le cadre de son culte) ; néanmoins, comme il y a possibilité de syncrétisme (un Dieu spécifique et unique pouvant apparaître à partir d'un mélange de plusieurs Divinités qui continuent à exister malgré cette interaction), ceci révèle une tendance chez les Anciens égyptiens à rejeter le monothéisme (excepté le culte d'Aton, dédié au disque solaire), le polythéisme égyptien se comprenant comme l'Un primordial (asexué) ne pouvant se manifester, et exister, qu'à travers une Multitude (non infinie) de Divinités. Les Dieux égyptiens ne sont jamais immortels (avec une naissance mais sans fin, comme chez les Dieux gréco-latins), ni éternels (sans début ni fin), car l'éternité et l'infinité correspondent chez les Anciens égyptiens au non-existant, non-existant (symbolisé par le serpent qui se mord la queue, l'ouroboros), non-existant que les Divinités et les hommes doivent repousser sans cesse, même si ce non-existant est utile à l'existence (mais il ne doit pas régner, amener le désordre, s'opposer à la Maât, l'Ordre, l'équilibre du monde, la Justice) : l'existence des divinités égyptiennes est ainsi très longue, mais néanmoins soumise au temps, au vieillissement et à la mort, mort nécessaire qui est cependant toujours suivie d'une renaissance (le non-être absolu ne pouvant être réellement). Cette vision des choses existe aussi dans l'hindouisme, mis à part en ce qui concerne le Brahman, concept hindou de l'Absolu ou Âme universelle éternelle et immuable, au Centre de Tout, transcendant les cycles temporels infinis (Brahman identifié par le dévot soit à Vishnou, Shiva, ou la Grande Déesse, etc., Divinités non limitées par le Temps et l'Espace).

### Ouvrages
- Maurizio Bettini (trad. de l'italien par Vinciane Pirenne-Delforge), Éloge du polythéisme, Ce que peuvent nous apprendre les religions antiques [« Elogio del politeismo. Quello che possiamo imparare dalle religioni antiche »], Paris, Les Belles Lettres, 2016, 216 p. (ISBN 978-2-251-44595-3)
- Vinciane Pirenne-Delforge, Le polythéisme grec à l’épreuve d’Hérodote, Les Belles Lettres, coll. « Docet omnia », 2020 (ISBN 978-2-251-91379-7, lire en ligne)
- Vinciane Pirenne-Delforge, Le polythéisme grec comme objet d'histoire, Paris, Fayard, 2018.

### Articles
- Odo Marquard, Guillaume Fagniez, Déborah Brosteaux, Arthur Longneaux, « Éloge du polythéisme. Monomythie et polymythie. », Archives de Philosophie, vol. 80, no 3,‎ 2017, p. 505-526 (lire en ligne)